# Gen activador de recombinación
Los genes activadores de recombinación conocidos por sus siglas en inglés de recombination activating gene (RAG) codifican enzimas que llevan a cabo un importante papel en la reordenación y recombinación de los genes de la inmunoglobulina y el receptor de linfocitos T durante el proceso de recombinación V(D)J. Existen dos productos del gen activador de recombinación conocidos como RAG-1 y RAG-2, cuya expresión está restringida a los linfocitos durante sus estadios de desarrollo. RAG-1 y RAG-2 son esenciales para la generación de linfocitos T y B maduros, dos tipos celulares que son componentes cruciales del sistema inmunitario adaptativo.